# Bob Beamon
Robert »Bob« Beamon, ameriški atlet, * 29. avgust 1946, South Jamaica, Queens, New York, ZDA.
Beamon je svoj največji uspeh kariere dosegel na poletnih olimpijskih igrah 1968 v Ciudad de Méxicu, ko je postal olimpijski prvak v skoku v daljino. Na olimpijski tekmi 18. oktobra 1968 je zmagal z novim svetovnim rekordom v skoku v daljino. Z dolžino 8,90 m je za 55 cm izboljšal leto dni star rekord Igorja Ter-Ovanesjana. Rekord je veljal skoraj 23 let, do 30. avgusta 1991, ko ga je še za 5 cm izboljšal Mike Powell, in je še vedno drugi najdaljši skok v zgodovini atletike. Leta 1968 je bil izbran za svetovnega atleta leta.